# Villa Otrang

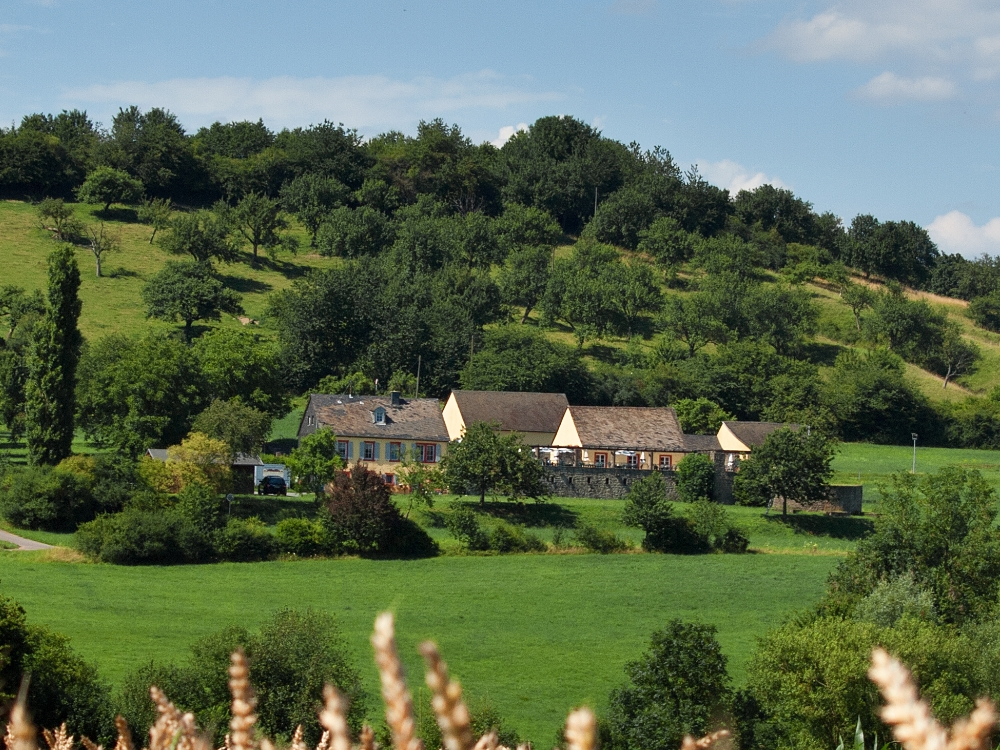
Panoramablick auf die Römische Villa Otrang

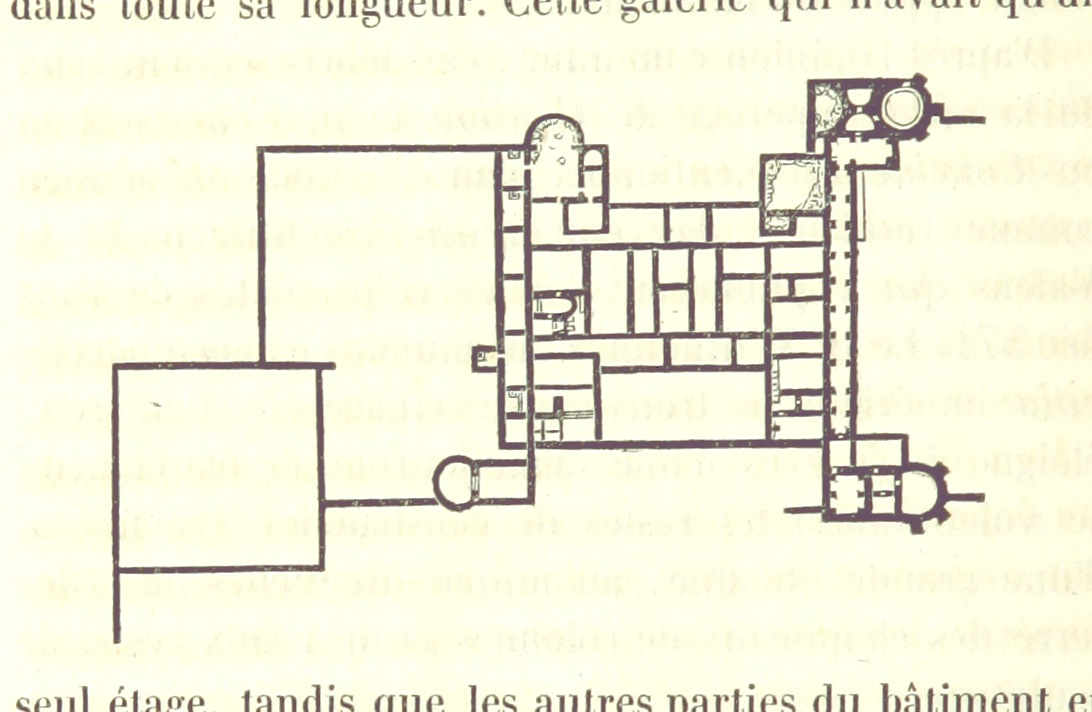
Plan der Villa

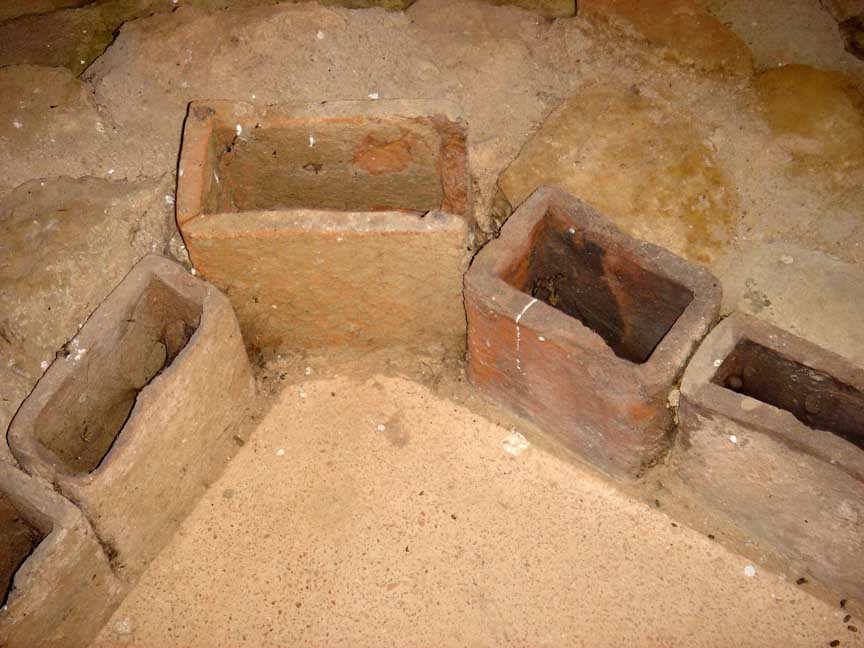
Hohlziegel der Warmluftheizung hinter dem Wandverputz

Die Villa Otrang ist eine antike römische Villa rustica bei Fließem im Eifelkreis Bitburg-Prüm in Rheinland-Pfalz. Mit einer Fläche von mehr als 3600 Quadratmetern ist ihr Herrenhaus eines der größten und am besten erhaltenen Exemplare nördlich der Alpen. Die Gesamtfläche des Gutshofes umfasst rund 50000 Quadratmeter.

## Lage und Bedeutung
Die Lage in einem ca. 5 km nördlich von Bitburg befindlichen Hügelgelände, für welches alte Karten die Namen Atrangskamp und Oterancum bzw. Aterancum aufweisen, gab der römischen Villa Otrang vielleicht ihren Namen. Ihre Ländereien erstreckten sich von der alten Römerstraße Trier–Köln (Via Agrippa) im Westen, der Kyll im Norden und der Langmauer im Süden.
Überregional bekannt ist die Villa Otrang für ihre prunkvollen Mosaik-Fußböden, mit denen 14 der 66 Räume des Herrenhauses ehemals ausgestattet waren. Vier dieser Fußböden sind bis heute nahezu unversehrt erhalten geblieben. Besonders eindrucksvoll sind die Mosaike des als Wohn- und Speisezimmer genutzten Apsidensaals, in denen Jagdszenen mit Löwe, Panther, Kranich und Schlange abgebildet sind.

## Ausgrabung
1825 stieß man bei Feldarbeiten auf Überreste eines Mosaikfußbodens, weshalb der Kreissekretär Johann Baptist Malegaux zu Bitburg sich um die Erhaltung des Fundes bemühte. Aus demselben Grund erwarb die Gesellschaft für Nützliche Forschungen zu Trier das Grundstück. Nachdem der preußische Kronprinz und spätere König Friedrich Wilhelm IV. am 8. November 1838 die Fundstelle besucht hatte, kaufte wiederum der preußische Staat das Gelände, und es wurden in den kommenden Jahren Sanierungsmaßnahmen durchgeführt sowie neue Schutzhäuser errichtet. Durch die archäologische Sicherung und Erforschung der Funde wurde die Villa Otrang zu einem frühen Musterbeispiel der konservatorischen Denkmalpflege. Die preußischen Schutzbauten stehen inzwischen selbst unter Denkmalschutz.
Weitere Untersuchungen wurden 1843 und 1873/74 angestellt, wobei die Wirtschafts-/Nebengebäude westlich des Herrenhauses und die beiden Tempel entdeckt wurden. Systematisch freigelegt und vermessen wurden letztere erst 1911. Fortgesetzt wurden die archäologischen Erkundungen 1929 und 1935. 1945 kam es zu Kriegsschäden. Nach Kriegsende wurden diese zum einen beseitigt, zum anderen weitergehende Schutzmaßnahmen vorgenommen. Seit 1960 wird die Villa vom rheinland-pfälzischen Landesamt für Denkmalpflege (seit 2007 Generaldirektion Kulturelles Erbe), Staatliche Verwaltung der Burgen und Schlösser (seit 1998 Direktion Burgen, Schlösser, Altertümer), betreut.

## Villa rustica
Das Herrenhaus und alle zugehörigen Gebäude sowie der Wirtschaftshof sind von einer Umfassungsmauer umgeben, die ein Rechteck von 379 × 132 m bildet. Im Osten liegt das Herrenhaus des Grundbesitzers mit verschiedenen Gärten und Terrassen. An der Umfassungsmauer entlang stehen im Süden und Norden verschiedene Stallungen, Scheunen und weitere Nutzbauten; im Westen findet sich eine kleine Risalit-Villa von 22 × 11,35 m, in der möglicherweise der Verwalter des Gutshofes wohnte. Hier ist auch der Eingangsbereich zur römischen Fernstraße. Das Herrenhaus im Osten umfasst eine Fläche von 60 × 60 m und verfügt über 66 Räume. Die West- und Ostseite wird jeweils von einer Portikushalle mit flankierenden Risaliten eingenommen. Im nördlichen Teil befindet sich ein Bad mit Frigidarium, Tepidarium und Caldarium. Ebenfalls beheizbar ist der angeschlossene Wohntrakt. Im südlichen Trakt des Herrenhauses gibt es weitere Wohn- und Schlafräume, die zum Teil ebenfalls hypokaustiert sind. Der Kernbereich des Herrenhauses ist im 1. Jahrhundert n. Chr. gebaut worden.
Einhergehend mit dem steigenden Wohlstand in der Region gab es eine umfassende Erweiterung der Herrenhauses, welcher der Bau eines größeren Bades im nordwestlichen Risalit zugeordnet werden kann – ebenfalls mit Caldarium, Tepidarium und Frigidarium. In dieser ersten Ausbauphase kam es auch zu einer Vergrößerung des südwestlichen Risalits und zur Anfertigung verschiedener Mosaike. Einer zweiten Ausbauphase sind weitere Mosaikfußböden sowie die repräsentative Erweiterung der West- und Südfronten zuzurechnen. Die beiden südlichen Risalite erfuhren einen großzügigen Ausbau und wurden mit einer langen Säulenhalle verbunden. Zur Wahrung der Symmetrie wurde nordwestlich ebenfalls ein Risalit mit halbrundem Pavillon errichtet, wodurch sich ein neuer Eingangshof dem bereits bestehenden vorlagerte. Die Datierung der beiden Ausbauphasen ist unsicher. Sie können nur grob dem 2./3. Jahrhundert n. Chr. zugewiesen werden.

## Tempelbezirk
Der sakrale Bezirk umfasst zwei Tempel und liegt von der Villa 400 m in südöstlicher Richtung entfernt. Es handelt sich um einen Umgangstempel von 11,5 × 12,25 m, wovon 5,7 × 6,65 m auf die Cella entfallen. Die Breite des Umganges umfasst an der Ost-/Westseite 2,25 m, an der Nord-/Südseite 2,40 m. Cella und Umgang waren mit Ziegeln eingedeckt. 10,30 m weiter nördlich steht der zweite Tempel, der aus einer Cella mit Vorraum besteht. Dieser Tempel ist 6 m breit und 9,60 m tief, wobei von der Tiefe des Tempels 1,65 m auf den Vorraum entfallen. Die Tempel stehen parallel zueinander, dürften also wahrscheinlich etwa gleichzeitig entstanden bzw. konzipiert worden sein. Laut Marcello Ghetta soll in „einer alten handschriftlichen Notiz“ eine Umfassungsmauer erwähnt sein, wobei es sich um die Temenos-Mauer gehandelt haben dürfte.
Aus dem Bereich von Villa und Heiligtum sind verschiedene, hier verehrte Gottheiten bekannt. Erhalten hat sich aus dem Kultbezirk der Kalkstein-Kopf einer überlebensgroßen Mars-Statue, die sicherlich zu einem zentralen Kultbild gehörte, das in einem der beiden Tempel aufgestellt war. Wahrscheinlich handelt es sich um Lenus Mars, für den eine Inschrift auf einem Bronzetäfelchen bei der Villa gefunden worden ist. Weitere, wiederum bei den Tempeln entdeckte Statuenfragmente aus Kalkstein, u. a. von einer weiblichen Person, könnten darauf hindeuten, dass dieses zentrale Kultbild nicht nur Mars allein, sondern zusammen mit einer Kultgenossin abgebildet hat. Gefunden hat man ferner den 19 cm hohen Kopf einer Minerva-Statue aus Sandstein sowie Terrakottafragmente von der Göttin Epona und von sitzenden Muttergöttinnen. Bei der Säule aus Kalkstein mit Darstellung der Diana, die beim Baden von Aktaion beobachtet/überrascht wird, ist es unsicher, ob sie aus dem Tempelbezirk oder dem Bereich der Villa stammt. In einer Mauer der Villa verbaut war wiederum eine 43 cm hohe Kalkstein-Statuette der Isis Fortuna, deren Kopf und Füße fehlen. Ebenfalls außerhalb des Tempelbezirks kam eine Merkur-Statuette aus Bronze zum Vorschein.

## Antike Nutzungsdauer von Villa und Tempelbezirk
Die Villa ist im 1. Jahrhundert n. Chr., der Tempelbezirk gegen Ende desselben Jahrhunderts errichtet worden. Unter den Tempeln wurde eine Brandschicht mit spätlatènezeitlichen Scherben gefunden, was darauf hindeutet, dass hier schon in vorrömischer Zeit ein Kultplatz gewesen ist. Auch unter der Villa sind keltische Siedlungsspuren nachgewiesen worden. Die Blütezeit von Villa und Heiligtum fällt ins 2./3. Jh., in welches sowohl die Ausbauphasen des Landgutes als auch die Steinbildnisse der Gottheiten sowie die Inschrift für Lenus Mars datieren. Das Spektrum der knapp 100 datierbaren Münzen aus dem sakralen Bezirk reicht vom 1. Jahrhundert n. Chr. bis zum Ende des 3./Beginn des 4. Jahrhunderts. Ähnlich datiert die Keramik, so dass davon auszugehen ist, dass der Tempelbezirk fortlaufend bis zum Ende des 4. Jh.s frequentiert wurde. Während das Heiligtum dann einem Brand zum Opfer fiel, ist die Villa etwa zeitgleich aufgegeben worden.

## Heutige Nutzung
Heute zählt die Villa Otrang zu den wichtigsten römischen Sehenswürdigkeiten der Eifel und zieht jährlich viele Besucher an. Das Museum kann von Februar bis November besichtigt werden und ist Mitglied des EU-Projekts Straßen der Römer.